# Bahnhof Dublin Pearse

Der Bahnhof Dublin Pearse (lokal irisch Stáisiún na bPiarsach, englisch Pearse Station) ist ein Durchgangsbahnhof in der irischen Hauptstadt Dublin.

## Geschichte und Beschreibung

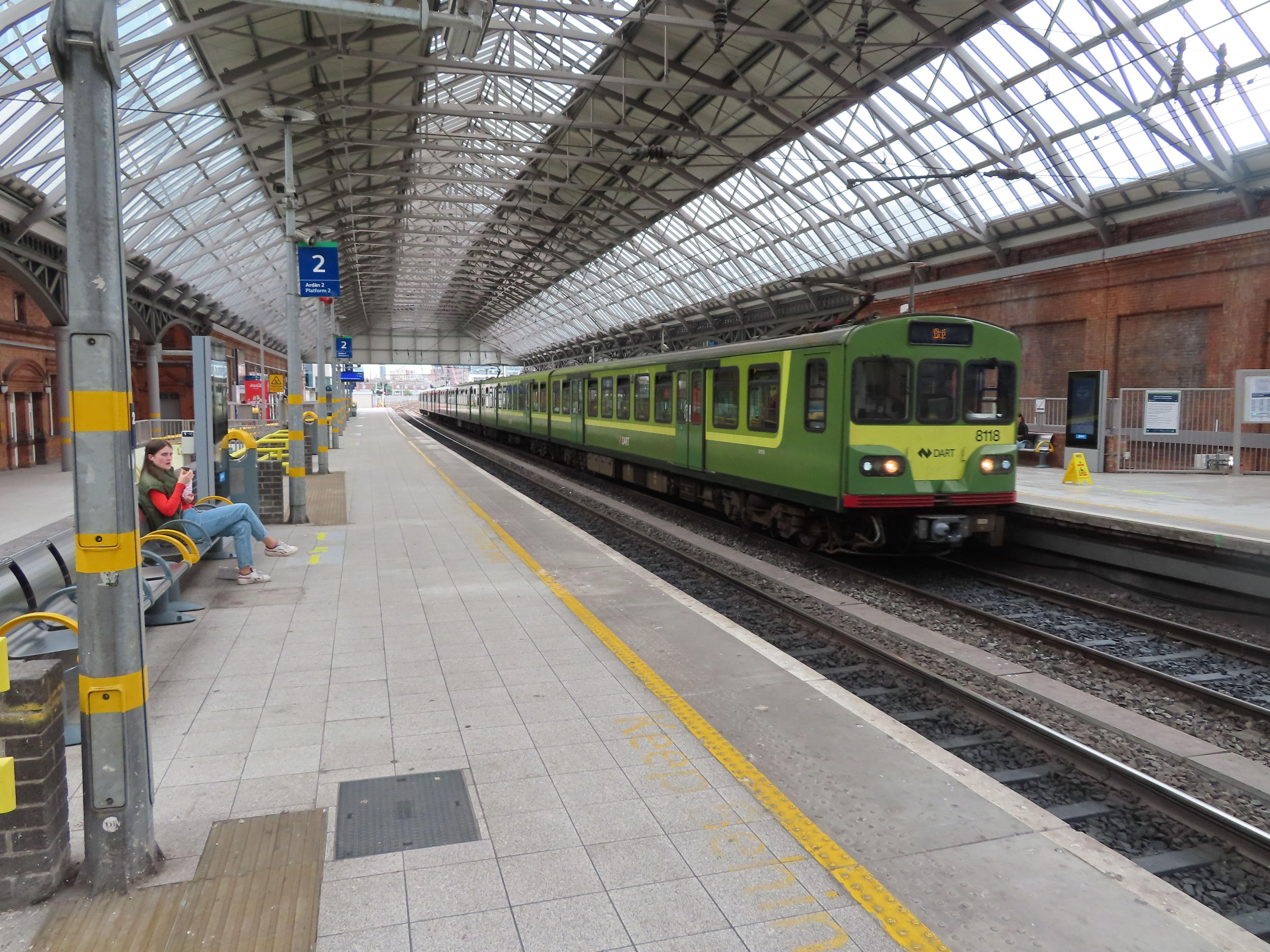
Zug der 8100 Class des DART in der Haupthalle (2023)

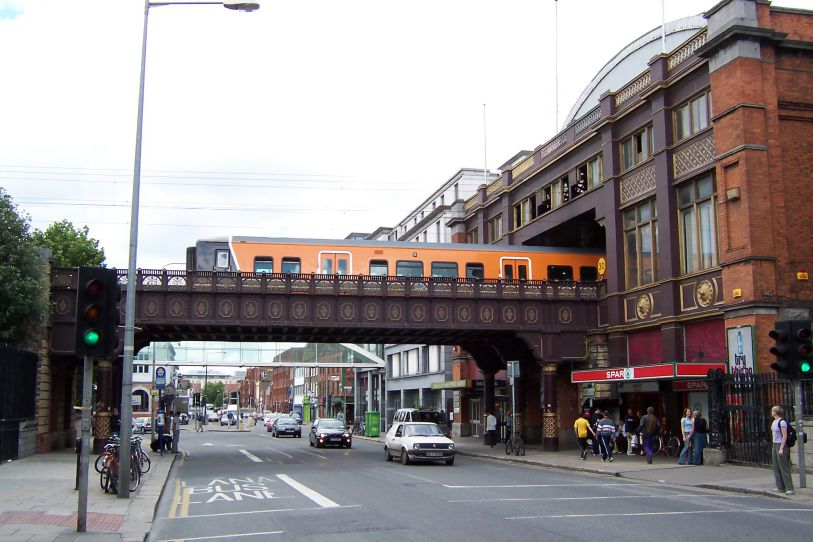
Durchbrochene Westfassade und Brücke über die Westland Row

Die bis 1966 als Westland Row Station bezeichnete Bahnstation war Ausgangspunkt der ersten irischen Eisenbahn. Deren 8,5 Meilen lange Strecke führte mit einer Spurweite von 4 Fuß 8½ Zoll (1435 mm) nach Kingstown, dem heutigen Dún Laoghaire. 1857 wurde sie umgespurt, dank der Angleichung auf die Irische Breitspur (Spurweite 1600 mm) konnten Züge auf die Strecke vom Bahnhof Dublin Harcourt Street nach Bray übergehen.

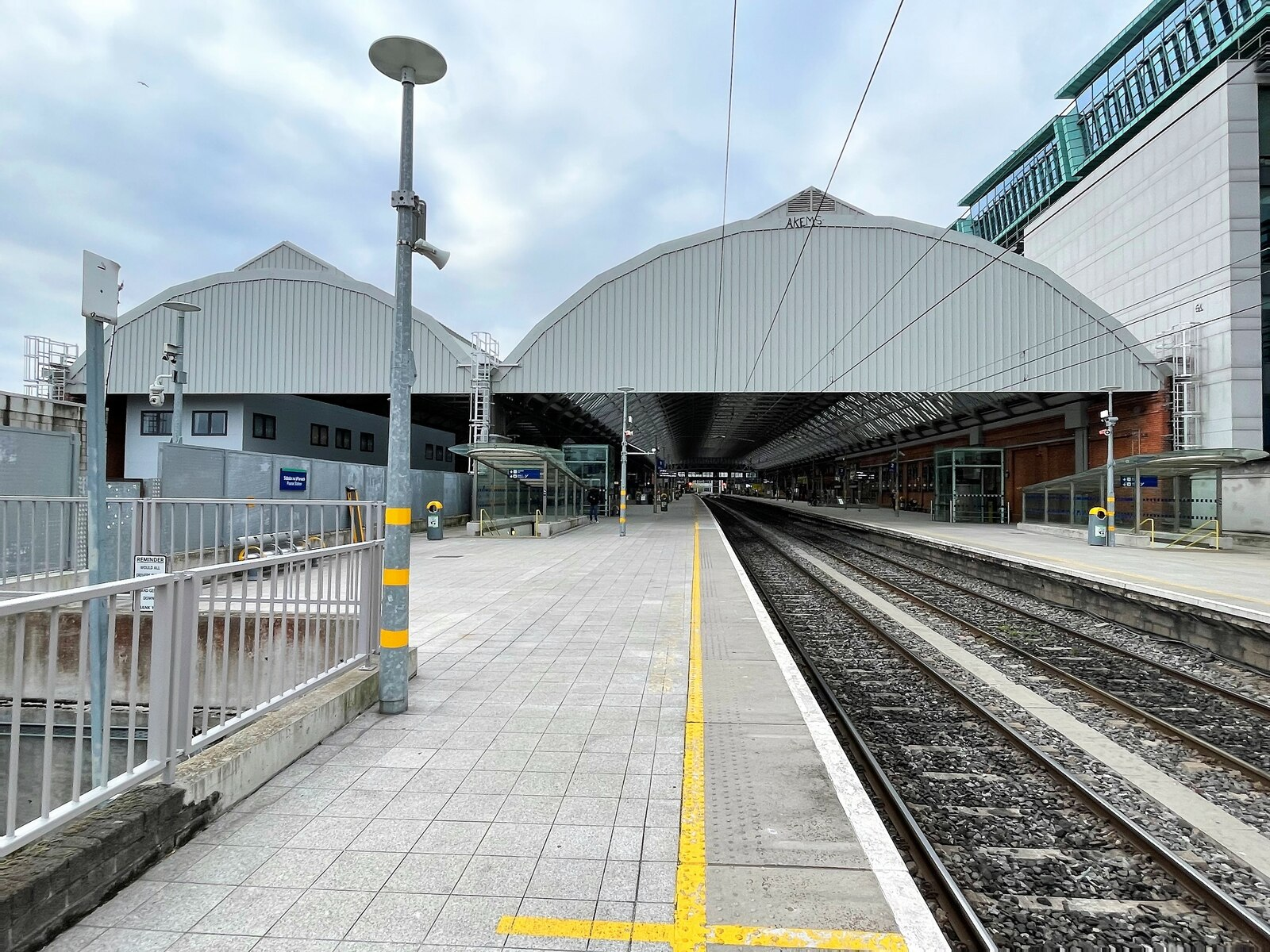
Zweischiffige Bahnhofshalle von Südosten

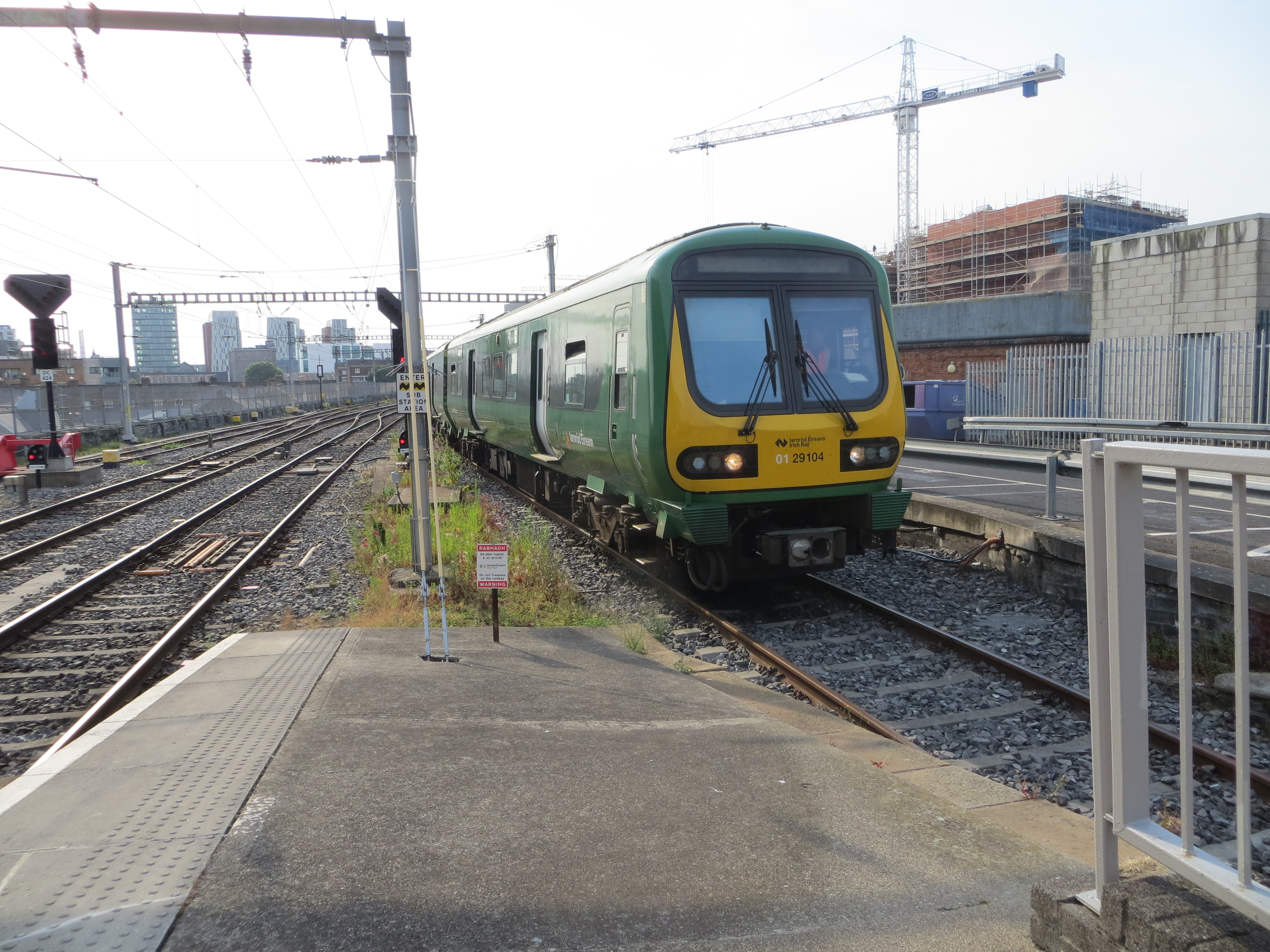
Commuter-Zug auf dem südwestlichen Abstellgleis

Am 17. Dezember 1834 wurde der Bahnhof als Kopfbahnhof von der Dublin and Kingstown Railway (D&KR) eröffnet. Das Gebäude wurde von Charles Vignoles entworfen; die drei oberhalb des Straßenniveaus angelegten Gleise lagen unter einer zweischiffigen Halle, die von der Westland Row bis zur Cumberland Street reichte. An deren Südseite befand sich das Gleis für die ankommenden Züge, das an einer Drehscheibe endete. Für Fahrgäste der 1. Klasse existierte eine separate Zufahrt für Kutschen. 1860 änderte die D&KR ihren Namen in Dublin, Wicklow and Wexford Railway (DW&WR) und 1907 in Dublin and South Eastern Railway (DSER). Im Jahr 1927 ging sie in der Great Southern Railways Company (GSR) auf.
In den 1880er Jahren erhielt der Bahnhof ein neues Hallendach und wurde auf fünf Gleise und vier Bahnsteige erweitert. Mit dem Bau der Verbindungsstrecke City of Dublin Junction Railway zur Connolly Station ging ein neuer Umbau einher, und die Westland Row Station wurde zum Durchgangsbahnhof. Für die Überquerung der Westland Row mussten die beiden Durchgangsgleise und deren zwei Seitenbahnsteige 3 und 4 um 460 mm angehoben werden. Dazu gab es drei Bahnsteige (1, 2 und 5) an Stumpfgleisen für von Süden ankommende und dort endende Züge.
1966 wurde der Bahnhof nach der die Westland Row kreuzenden Pearse Street (vormalige Great Brunswick Street, benannt nach den Geschwistern Pearse, → Patrick Pearse) in Pearse Station umbenannt. Bis 2008 wurden die Bahnsteige 1, 2 und 5 wieder entfernt, die verbliebenen Bahnsteige 3 und 4 an den Durchgangsgleisen in 1 in 2 umbenannt. Das kleinere der beiden Hallenschiffe dient seitdem für die Infrastruktur und als Parkfläche. Im Zuge der Einführung des DART-Schnellbahnsystems im Jahr 1984 wurde die Strecke mit Oberleitungen und 1500 V Gleichspannung als erste irische Bahnstrecke elektrifiziert. Beiderseits der zwei Streckengleise weist der Bahnhof an der Ostseite je ein Wende- bzw. Abstellgleis auf.

## Verkehr
Bis 1936 war der Bahnhof Boat trains, die im Anschluss an Fähr- und Passagierschiffe nach Dún Laoghaire und Rosslare verkehrten, und Vorortzügen vorbehalten. Ab 1937 kamen, nach der Schließung des Bahnhofs Dublin Broadstone, westwärts laufende Fernzüge nach Sligo, Westport und Galway via Mullingar hinzu. In den 1970er Jahren wurden diese wieder abgezogen und ihre Endpunkte in die Bahnhöfe Connolly und Heuston verlegt.
Züge nach Wicklow, Arklow, Wexford und Rosslare hatten bis 1958 ihren Ausgangspunkt in der Regel im – im Dezember jenes Jahres geschlossenen – Bahnhof Harcourt Street. Deren aktueller Endbahnhof ist seitdem Dublin Connolly via Dublin Pearse. Alle DART- (elektrisch) und viele Commuter-Züge (dieselbetrieben) bedienen den Bahnhof, die Western-Commuter nach Longford über Dublin Connolly beginnen bzw. enden in Dublin Pearse.